# Чемпионат России по плаванию на открытой воде 2017
Чемпионат России по плаванию на открытой воде 2017 года прошёл с 6 по 12 июня в акватории Таманского залива Азовского моря (посёлок Сенной, Темрюкский район, Краснодарский край). Пловцы соревновались на семи дистанциях: 5 км, 10 км и 16 км у мужчин и женщин, смешанной эстафете 4 х 1250 метров. Также проходили соревнования для спортсменов 14 — 19 лет.

## Призёры

### Мужчины
| Дистанция           | Золото                                                | Золото    | Серебро                                              | Серебро   | Бронза                            | Бронза    |
| ------------------- | ----------------------------------------------------- | --------- | ---------------------------------------------------- | --------- | --------------------------------- | --------- |
| 5 км 26 участника   | Кирилл Абросимов Московская обл. — Ярославская обл.-1 | 59.07,3   | Кирилл Беляев Ярославская область-1                  | 59.15,2   | Денис Адеев Волгоградская область | 59.16,3   |
| 10 км 17 участников | Кирилл Абросимов Московская обл. — Ярославская обл.-1 | 1:54.00,1 | Евгений Дратцев Московская обл. — Ярославская обл.-1 | 1:54.02,4 | Сергей Большаков Удмуртия         | 1:55.27,1 |
| 16 км 18 участников | Сергей Большаков Удмуртия                             | 3:14.03,4 | Евгений Дратцев Московская обл. — Ярославская обл.-1 | 3:14.06,2 | Артём Мамушкин Тульская область   | 3:15.25,4 |

### Женщины
| Дистанция         | Золото                                              | Золото    | Серебро                                          | Серебро   | Бронза                                              | Бронза    |
| ----------------- | --------------------------------------------------- | --------- | ------------------------------------------------ | --------- | --------------------------------------------------- | --------- |
| 5 км 16 участниц  | Мария Новикова Волгоградская область                | 1:03.59,5 | Валерия Ермакова Московская обл. — Липецкая обл. | 1:03.59,8 | Анастасия Крапивина Московская обл. — Липецкая обл. | 1:04.00,6 |
| 10 км 14 участниц | Анастасия Крапивина Московская обл. — Липецкая обл. | 2:09.58,9 | Дарья Кулик ХМАО — Югра                          | 2:10.26,5 | Мария Новикова Волгоградская область                | 2:10.27,9 |
| 16 км 16 участниц | Анастасия Крапивина Московская обл. — Липецкая обл. | 3:31.42,1 | Валерия Ермакова Московская обл. — Липецкая обл. | 3:31.44,3 | Ольга Козыдуб ХМАО — Югра                           | 3:32.37,7 |

### Смешанные соревнования
| Дистанция                    | Золото | Золото    | Серебро | Серебро   | Бронза | Бронза    |
| ---------------------------- | --- | --------- | --- | --------- | --- | --------- |
| Эстафета 4 х 1250 м 5 команд | Волгоградская область Мария Новикова (16.02,6) Мария Смолякова (15.39,3) Антон Евсиков (14.35,8) Денис Адеев (13.41,8) | 1:01.10,5 | Липецкая область Сергей Черенков (14.42,86) Ангелина Каргальцева (15.33,7) Алиса Скорнякова (16.10,5) Никита Некрасов (14.56,1) | 1:01.23,2 | Тульская область Александр Астапов (14.39,3) Роман Кожевников (14.26,1) Мария Бабкина (15.07,7) Дарья Волобуева (16.11,9) | 1:01.29,7 |

## Командный зачёт
1. Волгоградская область — 232
2. Липецкая область — 223,4
3. Тульская область — 183
4. Московская область — 164,4
5. Ярославская область-1 — 145,2
6. Ханты-Мансийский АО — Югра — 101
7. Москва — 69
8. Удмуртская Республика — 69
9. Республика Татарстан — 20
10. Республика Коми — 10
11. Челябинская область — 8
12. Калининградская область — 6
13. Архангельская область — 5